# General
General es un rango militar. Se encuentra en la cima de la jerarquía castrense, sobre los oficiales superiores —mayor/comandante, teniente coronel, coronel—, los oficiales —alférez o subteniente, teniente, capitán; en la Armada: alférez de fragata, alférez de navío y teniente de navío, respectivamente—, los suboficiales y los soldados o marineros.
Un general está al mando de una unidad militar más grande que un regimiento, como puede ser la brigada, división, cuerpo de ejército, ejército, grupo de ejércitos o la totalidad de las fuerzas armadas de un país. En algunos casos el nombre de general incluye el tipo de unidad que manda, general de brigada, general de división, general de cuerpo de Ejército o general de (o del) Ejército. A la cabeza del generalato están determinados grados, dependiendo de la nación e historia, que la mayoría de las veces aunque estén contemplados en sus escalafones, no están activos, como mariscal, capitán general, comandante general, comandante en jefe, generalísimo o general de los ejércitos.

## América

### Argentina
En Argentina, se designa con el nombre genérico de «general» a quienes ostentan alguno de los tres grados superiores al de coronel mayor (OF-6) del Ejército Argentino que son, en orden de importancia creciente, el de general de brigada (OF-7), el de general de división (OF-8) y el de teniente general (OF-9). Los grados de general mencionados equivalen, en el mismo orden, a los de contraalmirante, vicealmirante y almirante de la Armada Argentina y a los de brigadier, brigadier mayor y brigadier general de la Fuerza Aérea Argentina. Hacia 2014, accedían a estos grados quienes eran designados jefes del Estado Mayor General de sus respectivas fuerzas.
| Rango               | Insignia |
| ------------------- | -------- |
| General de brigada  |          |
| General de división |          |
| Teniente general    |          |

### Brasil
En Brasil, se designa con el nombre genérico de general  a quienes ostentan cualquiera de los tres grados superiores al de coronel del Ejército Brasileño que son, en orden de importancia creciente, el de general de brigada, el de general de divisão y el de  general de exército.
Los grados de general mencionados equivalen, en el mismo orden, a los de contra almirante, vice almirante y almirante de esquadra de la Marina de Brasil y a los de brigadeiro, major brigadeiro y tenente brigadeiro de la Fuerza Aérea Brasileña. 
| OF-7               | OF-8               | OF-9                |
| ------------------ | ------------------ | ------------------- |
|                    |                    |                     |
| General de brigada | General de divisão | General de exército |

### Canadá
| OF-9    | OF-8               | OF-7          | OF-6              |
| ------- | ------------------ | ------------- | ----------------- |
|         |                    |               |                   |
| General | Teniente general   | Mayor general | Brigadier general |
| General | Lieutenant-general | Major-general | Brigadier-general |
| Général | Lieutenant-général | Major-général | Brigadier-général |

### Chile
En Chile, los generales y almirantes de las Fuerzas Armadas y de Orden y Gendarmería de Chile, como sus divisas y equivalencias, son las siguientes:
| Rango               | Ejército de Chile          | Armada de Chile        | Fuerza Aérea de Chile           | Carabineros de Chile | Gendarmería de Chile  |
| ------------------- | -------------------------- | ---------------------- | ------------------------------- | -------------------- | --------------------- |
| Oficiales Generales | General de Ejército (OF-9) | Almirante (OF-9)       | General del Aire (OF-9)         | General director     | Director nacional     |
|                     | General de división (OF-8) | Vicealmirante (OF-8)   | General de Aviación (OF-8)      | General inspector    | Subdirector operativo |
|                     | General de brigada (OF-7)  | Contraalmirante (OF-7) | General de brigada aérea (OF-7) | General              | -                     |
|                     |                            |                        |                                 |                      |                       |

#### Ejército
En el Ejército de Chile un oficial para ascender al grado de general, debe tener mínimo 30 años de servicio a la institución y debe haber cursado la especialización primaria, otorgadas por la Academia de Guerra o la Academia Politécnica Militar exitosamente. Estos son general de brigada, general de división y general de Ejército.
El galón que distingue a un general del Ejército de Chile es un distintivo de terciopelo rojo, de 10 x 4 cm, que se lleva en el hombro desde el pecho en dirección espalda, con endentado de canutillo de oro y estrellas bordadas en canutillo de plata (dos para los GDB, tres para los GDD y cuatro para el CJE)

#### Armada
En la Armada de Chile un oficial para ascender a oficial general, debe tener mínimo 30 años de servicio a la institución y debe haber cursado la especialización primaria otorgadas por la Academia de Guerra Naval. 
1. Contraalmirante (CA): El capitán de navío con, al menos, cinco años en el grado puede ascender a contraalmirante y permanece en el grado un tiempo mínimo de dos años. El oficial que accede a este grado es un capitán de navío que es rigurosamente seleccionado por el Alto Mando con base en sus condiciones profesionales, morales y personales, y propuesto su ascenso al presidente de la República, quien lo aprueba en última instancia. Durante la permanencia en el grado se puede desempeñar como comandante en jefe de una Zona Naval, director de alguna de las Direcciones Técnicas de la Armada o comandante de una Fuerza Operativa o de Apoyo Operativo. Su distintivo es un galón dorado de 45 mm ubicado en la bocamanga y sobre este un galón dorado de 16 mm, sobre el conjunto, se ubica una estrella dorada.
2. Vicealmirante (VA): El contraalmirante con, al menos, dos años en el grado puede ascender a vicealmirante. Es el grado más alto de la carrera naval. Accede a este grado el contraalmirante que es seleccionado por el comandante en jefe de la Armada y su ascenso propuesto al presidente de la República, quien lo aprueba en última instancia. Durante la permanencia en el grado se desempeña como comandante de Operaciones Navales, director de alguna de las Direcciones Generales de la Armada, jefe del Estado Mayor Conjunto o jefe del Estado Mayor General de la Armada. Puede permanecer en el grado hasta cumplir 41 años de servicio naval. Su distintivo es un galón dorado de 45 mm ubicado en la bocamanga y sobre este dos galones dorados de 16 mm, sobre el conjunto, se ubica una estrella dorada.
3. Almirante: Es el grado que inviste el oficial general designado por el presidente de la República, seleccionado dentro de las cinco primeras antigüedades de la institución para dirigir a la Armada, como comandante en jefe. Permanece en su cargo hasta cumplir cuatro años desde su nombramiento. Su distintivo es un galón dorado de 45 mm ubicado en la bocamanga y sobre este tres galones dorados de 16 mm, sobre el conjunto, se ubica una estrella dorada.

#### Fuerza Aérea
En la Fuerza Aérea de Chile un oficial para ascender al grado de general de brigada aérea (GBA), debe tener mínimo 30 años de servicio en la institución y debe haber cursado la especialización primaria otorgadas por la Academia de Guerra Aérea. El grado de general de brigada aérea lleva en la bocamanga galones azules o celestes, un galón de 32 milímetros, sobre este uno de 16 milímetros y encima de ellos una estrella azul o celeste. El grado superior es el general de Aviación (GAV), grado al cual solo pueden ascender los generales de brigada aérea del escalafón de Aire (pilotos, lleva en la bocamanga galones azules o celestes, un galón de 32 milímetros, sobre este dos de 16 milímetros y encima de ellos una estrella azul o celeste. Por último el general del Aire, lleva en la bocamanga galones azules o celestes, un galón de 32 milímetros, sobre este tres de 16 milímetros y encima de ellos una estrella azul o celeste. 

#### Carabineros
En Carabineros de Chile, los generales llevan un distintivo de terciopelo verde, de 10x4 cm, que se lleva en el hombro desde el pecho en dirección espalda, con endentado y estrellas bordadas de canutillo de oro (dos para los generales, tres para los generales inspectores y cuatro para el general director)

#### Gendarmería
En la Gendarmería de Chile, el grado de subdirector operativo equivale al de general de división o general inspector y cuando el director general es uniformado, equivale a general de ejército o general director. En esencia, los distintivos jerárquicos son similares al de los generales, con la diferencia que en vez del ribete dentado es un ribete almenado y la presilla es paralela a los hombros.

Divisa creada por Augusto Pinochet en 1982 para el grado de capitán general. Se basa en la divisa de general de ejército de Chile, pero tiene cinco estrellas.

Excepcionalmente, durante el periodo republicano, el presidente de Chile contempló un grado militar para comandantes en jefe de cualquier rama de las Fuerzas Armadas de Chile que asumiesen la jefatura del Estado simultáneamente, grado que era conocido como capitán general, el cual fue ostentado, oficialmente, solo por tres personas: Bernardo O'Higgins en 1817, Ramón Freire en 1823 y Augusto Pinochet en 1982. Asimismo, José de San Martín y Manuel Baquedano lo hicieron de manera honorífica, al igual que Pinochet al dejar el poder en 1990, pues conservó este grado mientras ejerció como comandante en jefe del Ejército de Chile, hasta 1998.
En la actualidad, el grado de capitán general no está contemplado dentro del marco jurídico y de ordenamiento de las Fuerzas Armadas. Además de ello, la Ley Orgánica Constitucional N.º 18 700 sobre Votaciones Populares y Escrutinios estipula que un comandante en jefe de cualquier rama de las Fuerzas Armadas (en servicio activo) no puede ser candidato a la Presidencia de la República. De tal modo, y dentro del marco constitucional y el estado de derecho, no podrá haber otro capitán general en el Chile republicano según la legislación vigente.

### Colombia

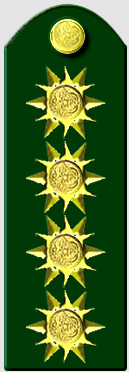
Insignia de general Ejército de Colombia.

En las fuerzas militares y la Policía Nacional existen tres grados de general, oficiales generales u oficiales de insignia, así:

Insignia de general de la Policía Colombiana.

- Ejército: Se distinguen por cuatro, tres y dos soles, conformados por un círculo central en oro o en cobre de 10 mm, dentro del cual va en alto relieve el Escudo Nacional del círculo nacen seis rayos largos y seis cortos intercalados entre sí, para un total de doce rayos; fijado sobre las charreteras, portapresillas y hombreras de los uniformes.
  - General (OF-9): El grado de general será distinguido por (4 soles). El oficial general que alcance este grado dirigirá los Comandos de Fuerza, Jefatura de Estado Mayor Conjunto y comandante general de las Fuerzas Militares.
  - Mayor general (OF-7): Este grado lo ostentan los subcomandantes de ejército o comandantes en caso de que su superior fuese el comandante general de las fuerzas militares u otros cargos donde sea adecuado un oficial insignia de esta categoría. Se distinguen por 3 soles.
  - Brigadier general (OF-6): Los oficiales que ostentan el grado son comandantes de Brigadas o División del Ejército Nacional son pocos por lo que en extremos casos es reemplazado por un coronel antiguo. Se distinguen por 2 soles.[9]

- Armada
  - Almirante (OF-9)
  - Vicealmirante (OF-7)
  - Contralmirante (OF-6)

- Fuerza Aérea
  - General del Aire (OF-9)
  - Mayor general del Aire (OF-7)
  - Brigadier general del Aire (OF-6)

- Policía: Insignia de general de la Policía Colombiana.Se distinguen por cuatro, tres y dos estrellas, que constan del escudo nacional presentado en alto relieve, de 15.5 mm de ancho por 17 mm de alto, con una estrella de 10 puntas iguales cada una con una arista de 2.5 mm. El diámetro total de la estrella debe ser de 26.5 mm. Fijado sobre las charreteras, portapresillas y hombreras de los uniformes.

«Ley 1405 de 2010 Nuevos grados militares». Archivado desde el original el 20 de diciembre de 2010. Consultado el 28 de julio de 2010..

### Cuba
- Comandante en jefe (OF-10)
- General de Ejército (OF-9)
- General de cuerpo de Ejército (OF-8)
- General de división (OF-7)
- General de brigada (OF-6).

### Ecuador
En Ecuador el generalato se divide en tres grados:
- Oficiales generales:
  - General de brigada: su insignia es el escudo de la República del Ecuador entre ramas de laurel con dos estrellas doradas debajo.
  - General de división: el concepto es el mismo al anterior a diferencia de tener tres estrellas doradas debajo.
  - General de Ejército: al igual que el anterior la única diferencia es que cuenta con cuatro estrellas doradas.

### Estados Unidos
|                                                   |         |                  |               |                   |
| General del Ejército1                             | General | Teniente General | Mayor General | Brigadier General |
| OF-10                                             | OF-9    | OF-8             | OF-7          | OF-6              |
| 1 Honorífico/usado solamente en tiempo de guerra. |         |                  |               |                   |

### México
En México existen tres tipos de generales que se encargan de una determinada función cada uno. Ordenados según el grado jerárquico están:
| Rango | Ejército Mexicano                                                      | Fuerza Aérea Mexicana                                                  | Pala |
| ----- | ---------------------------------------------------------------------- | ---------------------------------------------------------------------- | ---- |
| OF-9  | General secretario (tratamiento del secretario de la Defensa Nacional) | General secretario (tratamiento del secretario de la Defensa Nacional) |      |
| OF-8  | General de división                                                    | General de división                                                    |      |
| OF-7  | General de brigada                                                     | General de ala                                                         |      |
| OF-6  | General brigadier                                                      | General de grupo                                                       |      |

Al secretario de la Defensa Nacional, titular de la SEDENA, dependencia encargada del Ejército y Fuerza Aérea mexicanos, se le denomina "general secretario" (general secretario de la Defensa Nacional es un nombramiento, por tanto derivado de un general de división, por lo que en realidad el título para el Alto Mando debiera ser: general de división, con rango y apelativo de general secretario de la Defensa Nacional). No existe otro grado militar por encima de él salvo el del presidente de los Estados Unidos Mexicanos al que se le denomina "comandante supremo de las Fuerzas Armadas de México" (en su calidad de mandato Constitucional).

### Perú
En el Perú son los oficiales superiores y están a cargo de: 
Comandancia general del Ejército: 
- Consejo Superior
- Consejo Consultivo
- Consejo Económico
- Consejo de Investigación

-Inspectoría General del Ejército
-Secretaría General del Ejército
- Jefatura del Estado Mayor General del Ejército
  - Direcciones del Estado Mayor
- Divisiones de Ejército:
  - I División de Ejército
  - II División de Ejército
  - III División de Ejército
  - IV División de Ejército
  - V División de Ejército
- Brigadas
  - Brigadas de Infantería
  - Brigadas de Caballería
  - Brigadas Blindadas
  - Brigadas de Artillería
  - Brigadas de Ingeniería
  - Brigadas de Comunicaciones
  - Brigadas de Fuerzas Especiales

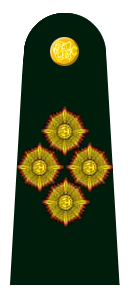
General de brigada: Séptimo grado de la jerarquía del oficial en el Ejército.
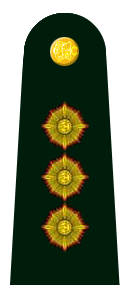
General de división: Octavo grado de la jerarquía del oficial en el Ejército.
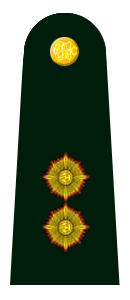
General del Ejército: Noveno grado de la jerarquía del oficial en el Ejército; solo para el comandante general del Ejército y para el ministro de Defensa (oficial general en actividad).
- General de Ejército
- General de división
- General de brigada

### República Dominicana
En la República Dominicana el rango de general corresponde a los oficiales superiores de las Fuerzas Armadas y la Policía Nacional, designados por el presidente de la República, quien ejerce como comandante y jefe supremo de las Fuerzas Armadas dominicanas y la Policía Nacional. El oficial general de mayor jerarquía y con el grado más alto es el ministro de las Fuerzas Armadas dominicanas, quien ejerce sus funciones con el rango de teniente general o almirante , de manera transitoria.
| Rango              | Ejército | Armada |
| ------------------ | -------- | ------ |
| Teniente general   |          |        |
| Mayor general      |          |        |
| General de brigada |          |        |

### Venezuela
En Venezuela los rangos militares de la Fuerza Armada Nacional Bolivariana para el Ejército Bolivariano, Guardia Nacional Bolivariana, Aviación Militar Bolivariana y la Milicia Bolivariana son: 
- General en jefe (OF-9).
- Mayor general (OF-8).
- General de división (OF-7).
- General de brigada (OF-6).

La distinción más significativa del rango de los generales son unos soles dorados en sus galones: un sol para el general de brigada, dos soles para el general de división, tres soles para el mayor general y cuatro soles para el general en jefe. Esto aplica de igual manera para sus equivalentes en la Armada.
| Escala                                            | Oficiales Generales | Oficiales Generales | Oficiales Generales | Oficiales Generales |
| Rango                                             | General en Jefe     | Mayor General       | General de División | General de Brigada  |
| Abreviación                                       | G/J                 | M/G                 | G/D                 | G/B                 |
| ------------------------------------------------- | ------------------- | ------------------- | ------------------- | ------------------- |
| Parche patriota, presilla intercuartel y hombrera |                     |                     |                     |                     |

## Europa

### España
En España, las fuerzas armadas, cuya jefatura corresponde a un Estado Mayor, se dividen en Ejército de Tierra, Armada y Ejército del Aire.
Dentro de su organización existen diferentes empleos o grados, que se encuadran en las categorías de tropa (marinería en el caso de la Armada), suboficiales y oficiales (dentro están las subcategorías de oficiales superiores y oficiales generales). En la cúpula de estos últimos, se encuentran los generales, que en España se dividen en general de brigada (OF-6), general de división (OF-7), teniente general (OF-8), general de Ejército o general del Aire (OF-9) y capitán general (OF-10); en la Armada estos grados equivalen respectivamente a los de contraalmirante, vicealmirante, almirante, almirante general y capitán general. Los generales tienen el tratamiento protocolar de excelencia.
Los empleos de general de Ejército, general del Aire y almirante general los ostentan aquellos oficiales generales que son ascendidos a jefe de Estado Mayor del Ejército (JEME), jefe de Estado Mayor del Ejército del Aire (JEMA), jefe de Estado Mayor de la Armada (AJEMA) o jefe de Estado Mayor de la Defensa (JEMAD). Aunque el cargo de jefe de Estado Mayor es temporal el empleo de general de Ejército es permanente. Excepcionalmente pueden ocupar algún otro cargo de gran responsabilidad, como la dirección del CNI.
El grado máximo del generalato es el capitán general y lo ostenta únicamente el rey como mando supremo de las Fuerzas Armadas de España y, ocasionalmente, otros generales a quienes se concede honoríficamente tal empleo, como al general Gutiérrez Mellado o al abuelo del rey, Juan de Borbón, conde de Barcelona.
| Rango | Ejército de Tierra  | Armada            | Infantería de Marina | Ejército del Aire   | Guardia Civil       |
| ----- | ------------------- | ----------------- | -------------------- | ------------------- | ------------------- |
| OF-10 | Capitán general     | Capitán general   | Sin equivalencia     | Capitán general     | Sin equivalencia    |
|       |                     |                   |                      |                     |                     |
| OF-9  | General de Ejército | Almirante general | Sin equivalencia     | General del Aire    | Sin equivalencia    |
|       |                     |                   |                      |                     |                     |
| OF-8  | Teniente general    | Almirante         | Teniente general     | Teniente general    | Teniente general    |
|       |                     |                   |                      |                     |                     |
| OF-7  | General de división | Vicealmirante     | General de división  | General de división | General de división |
|       |                     |                   |                      |                     |                     |
| OF-6  | General de brigada  | Contralmirante    | General de brigada   | General de brigada  | General de brigada  |
|       |                     |                   |                      |                     |                     |

### Francia
| General de Ejército                                                                                        | Teniente general              | General de división | General de brigada |
| General de Ejército1                                                                                       | General de Cuerpo de Ejército | General de división | General de brigada |
| 1 Ostentado por el jefe del Estado Mayor de los Ejércitos y el jefe de Estado Mayor del Ejército de Tierra |                               |                     |                    |

### Reino Unido
En el Ejército del Reino Unido, los rangos de oficiales, de menor a mayor, son: segundo teniente (OF-1), teniente (OF-1), capitán (OF-2), mayor (OF-3), teniente coronel (OF-4), coronel (OF-5), brigadier (OF-6), mayor general (OF-7), teniente general (OF-8), general de Ejército (OF-9), mariscal de campo (OF-10).
| Código OTAN       | OF-10             | OF-9    | OF-8               | OF-7          | OF-6      |
| Pala              |                   |         |                    |               |           |
| Rango (en inglés) | Field marshal     | General | Lieutenant General | Major General | Brigadier |
| Abreviación       | FM                | Gen     | Lt Gen             | Maj Gen       | Brig      |
| Rango             | Mariscal de campo | General | Teniente General   | Mayor General | Brigadier |

## Asia

### Corea del Sur
| OF-9                | OF-8                         | OF-7                      | OF-6                          |
| ------------------- | ---------------------------- | ------------------------- | ----------------------------- |
|                     |                              |                           |                               |
|                     |                              |                           |                               |
| General 대장 (大將) | Teniente General 중장 (中將) | Mayor General 소장 (少將) | Brigadier General 준장 (准將) |